# Poltergeist (film)
 For alternative betydninger, se Poltergeist (flertydig). (Se også artikler, som begynder med Poltergeist)
Poltergeist er en amerikanske horrorfilm fra 1982, instrueret af Tobe Hooper og produceret af Steven Spielberg, og er den første og mest succesfulde film i Poltergeist filmtrilogien. Sættet er i en californisk forstad, plottet fokuserer på en familie, hvis hjem bliver invaderet af ondskabsfulde spøgelser der bortfører familiens yngste datter.
Filmen blev rangeret som # 80 på Bravo’s 100 mest uhyggelige Movie Moments  og Chicago Film Critics Association kaldte den det 20. mest uhyggelige film nogensinde lavet. Filmen har også været nr. 84 på American Film Institutes 100 år ... 100 Thrills, en liste af Amerikas mest nervepirrende film Poltergeist var også nomineret til tre Academy Awards.
Poltergeist franchisen siges ofte at være forbandet på grund af de tidlige dødsfald af flere mennesker med tilknytning til filmen. "The Poltergeist Curse" har været i fokus på E! True Hollywood Story.

## Handling
Familien Freelings – en typisk amerikansk kernefamilie – at leve et fredeligt liv, indtil idyllen uden varsel bliver brudt af onde overnaturlige kræfter, der kommer ind i hjemmet. Det viser sig, at det boligområde, hvor de bor er bygget ovenpå en gammel kirkegård. Det, der i første omgang er små, harmløse begivenheder udvikle sig til at være dræbende alvorlig, især da husets femårige datter Carol Anne, bliver kidnappet af ånderne.

## Medvirkende
- Craig T. Nelson som Steven Freeling
- JoBeth Williams som Diane Freeling
- Heather O'Rourke som Carol Anne Freeling
- Dominique Dunne som Dana Freeling
- Oliver Robins som Robbie Freeling
- Zelda Rubinstein som Tangina Barrons
- Beatrice Straight som Dr. Lesh
- Martin Casella som Marty
- Richard Lawson som Ryan
- James Karen som Mr. Teague

## Eksterne Henvisninger
- Poltergeist på Internet Movie Database (engelsk)
- Poltergeist på Filmdatabasen
- Poltergeist på Scope
- Poltergeist i Svensk Filmdatabas (svensk)
- Poltergeist på AlloCiné (fransk)
- Poltergeist på MovieMeter (nederlandsk)
- Poltergeist på AllMovie (engelsk)
- Poltergeist hos American Film Institute (engelsk)
- Poltergeist på Turner Classic Movies (engelsk)
- Poltergeist på The Movie Database (engelsk)
- Poltergeist Online Arkiveret 30. april 2015 hos  Wayback Machine

| Gyserfilm | Spire Denne gyserfilm-artikel er en spire som bør udbygges. Du er velkommen til at hjælpe Wikipedia ved at udvide den. |